# Gymnasiet Lärkan

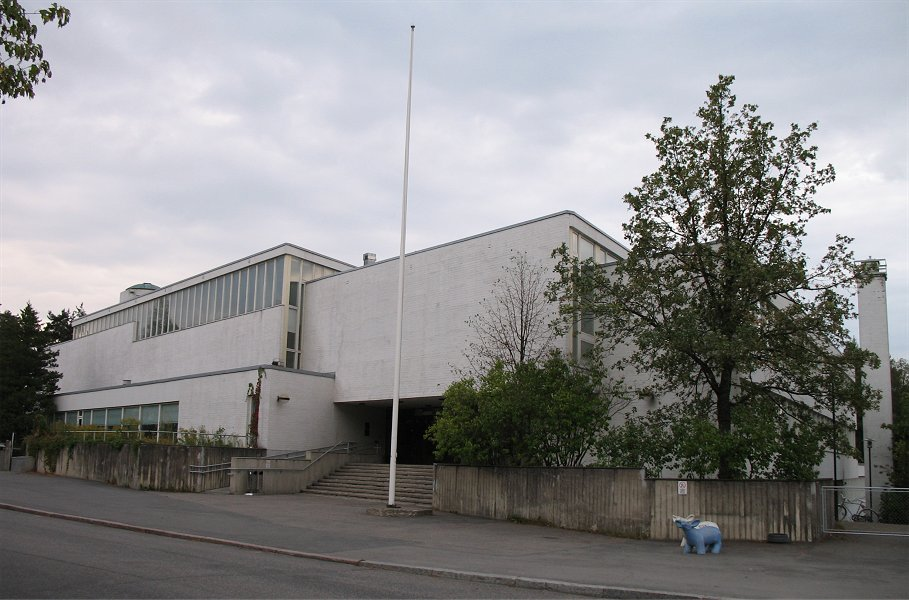
Skolbyggnaden 2006. Tornet i vilket skolans observatorium ligger syns till vänster.

Gymnasiet Lärkan är ett svenskspråkigt kommunalt gymnasium i stadsdelen Södra Haga i Helsingfors med omkring 390 elever. Skolan skiljer sig från övriga svenskspråkiga gymnasier i Finland genom sin satsning på naturvetenskaper. Lärkan erbjuder elever möjligheten att genom sitt MAX-spår fördjupa sina kunskaper inom matematik, fysik, biologi och kemi. MAX-spåret består av skolans egna kurser där eleverna utvecklar sitt tvärvetenskapliga tänkande genom bland annat laborationer och studiebesök. 
I samma byggnad finns Hoplaxskolans Haga-enhet.

## Historik
Namnet Lärkan kommer från skolans tidigare namn Nya svenska läroverket, som ända till år 1972 var en pojkskola. Några viktiga årtal:
- 1882 Nya Svenska Läroverket grundas.
- 1887-1962 Skolan fungerar på Mikaelsgatan 25 i Helsingfors centrum.
- 1962 Skolan flyttar till dess nuvarande skolbyggnad (arkitekt: W. Baeckman) på Stormyrvägen i Södra Haga.
- 1971 Lärkan blir samskola och de första flickorna tas in.
- 1977 Grundskolan införs, skolan blir ett av stadens gymnasium och tar namnet Gymnasiet Lärkan.
- 2000 Lärkans auditorium invigs.
- 2007 Lärkan firar sitt 125-årsjubileum.
- 2012 Lärkan firar sitt 130-årsjubileum.
- 2015 MoK-specialiseringen firar sitt 25-årsjubileum i form av en filmgala med inbjudna gäster.

## Lärkans traditioner
- Filmens Natt - elever och elevers kompisar inbjuds till att se på film i skolan en kväll.
- Korvlucia - Lärkans motsvarighet till den svenska Lucia-traditionen. Istället för en blond flicka kröns en av abiturientklassens pojkar till lucia. Den traditionella luciakronan med lingonris har ersatts av en länkkorv. Traditionen har sin början från Nya Svenska Läroverkets tid, då Lärkan var en pojkskola och inga flickelever existerade.
- Talangafton - en kväll då vem som helst får ställa upp med någonting kulturellt (musik, dans, skådespel etc.) inför skolans andra elever. Årets Talang utses av en jury.
- Magnusgalan - en nyare tradition uppkallad efter den f.d. rektorn Magnus Perret. Under galan ses alla elevfilmer som gjorts under året och de bästa filmerna röstas fram inom olika kategorier.
- LärkLAN - dataevenemang som varar under ett veckoslut på våren.
- Hemliga vännen - en f.d. tradition man upprätthållit under vändagsveckan. Alla lärare och elever tilldelas slumpvis en "hemlig vän", mot vilken man förväntas bete sig extra trevligt och uppvaktande. Den hemliga vännen skall inte avslöja sin identitet, utan eventuella presenter läggs fram på ett bord där var och en kan se om man fått någonting.
- Flingan - Finlands äldsta skoltidning. Det första numret utgavs år 1886.

## Kända lärkor
- Riko Eklundh, skådespelare
- Christina Gestrin, riksdagsledamot, sfp
- Jens Kyllönen, pokerproffs
- Henrik Lax, europarlamentariker, sfp
- Herman Lindqvist, historiker, journalist, författare
- Algot Niska, spritsmugglare
- Tomas Roslin, ekolog
- Göran Schildt, författare
- Alexander Stubb, president, saml.
- Nils Törnqvist, fysiker
- Paul Uotila, musiker
- Kjell Westö, författare
- Eva Frantz, författare